# Hydra americana
La hidra parda (Hydra americana) es una especie de hidrozoo de la familia Hydridae propia de Norteamérica. 